# 벽초지수목원
벽초지수목원(Byukchoji Gardens)은 파주시에 위치한 수목원이다. 1999년 설계와 공사가 시작되었고, 2005년에 개원하였다. 면적은 12만 제곱미터이며, 6개의 테마 공원으로 나뉘는 27개의 정원으로 구성되어 있다.

## 갤러리

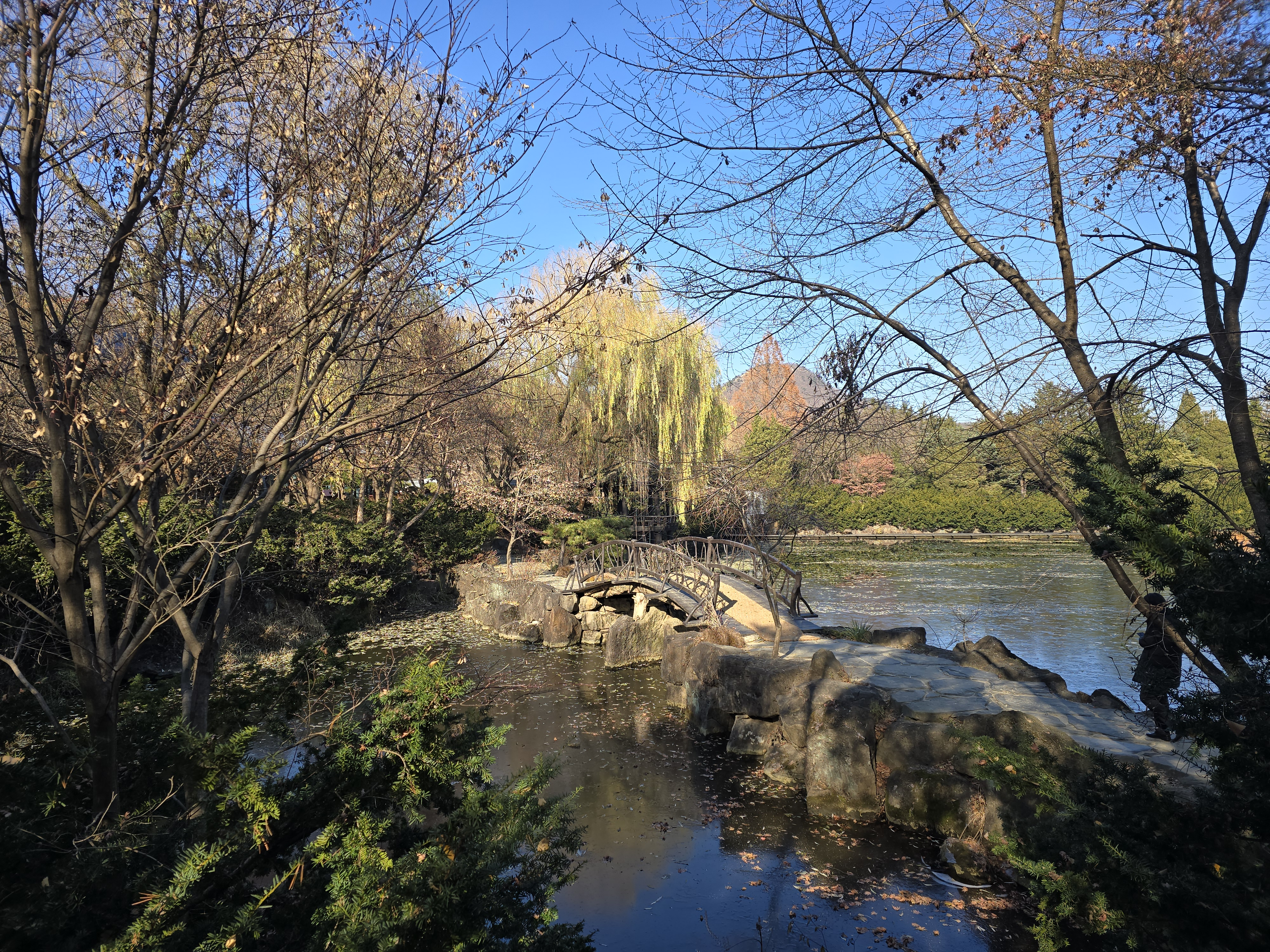
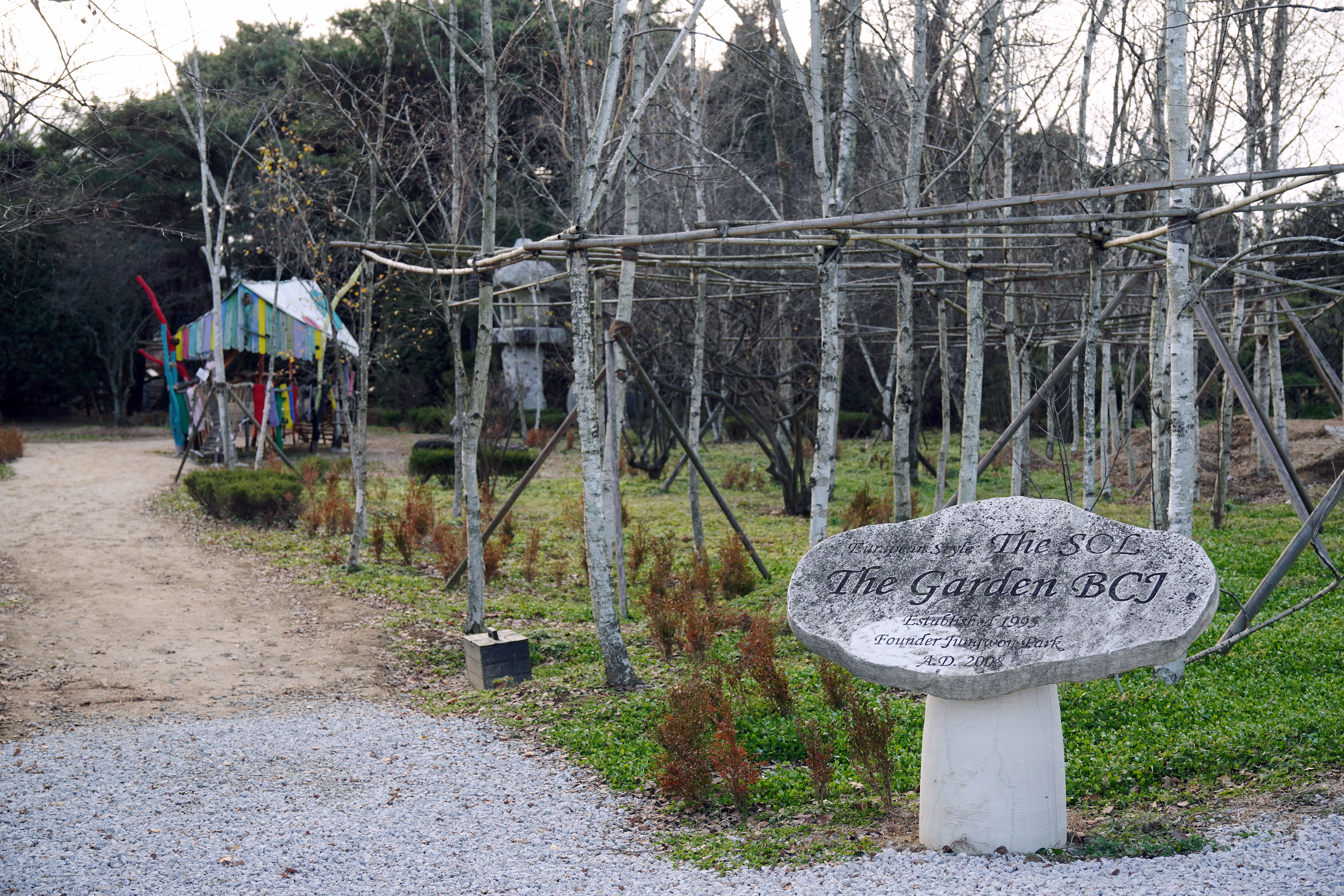
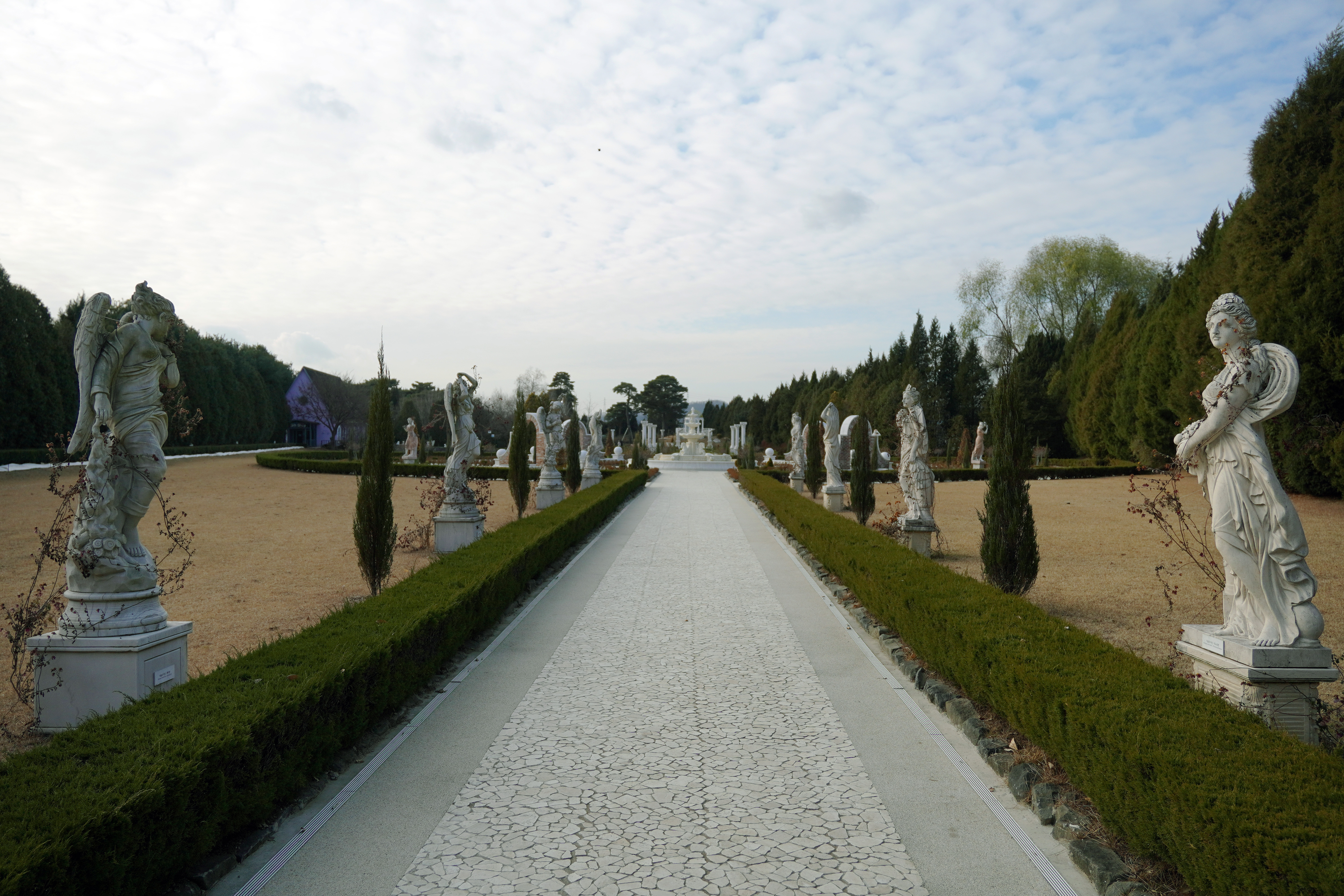